# Michel Muller
Michel Muller es un humorista, actor, guionista y director francés nacido el 9 de septiembre de 1966 en Viena (Austria).

## Biografía
Después de haber dado cursos de matemáticas “alimentarias” durante dos años, Michel Muller se decide definitivamente por el espectáculo. Su espectáculo Pas tout blanc, pas tout noir (No todo blanco, no todo negro) le hace destacar por su humor negro desprovisto de toda auto censura. En 1997, logra un papel en la película La voie est libre de Stéphane Clavier. Fichado por Canal+, intervino como reportero del programa Nulle part ailleurs, entonces presentado por Nagui, para el espacio de 2 o 3 minutos llamado 'Fallait pas l'inviter' y realizando un retrato ultrajantemente subversivo del invitado del día. Después apareció en la película Wasabi junto con Jean Reno, su primer gran papel en el cine. Se le podía ver también en comedias como Taxi 2 o Astérix y Obélix contra César. Es un cómico ecléctico que presta su voz para el pre-piloto del cómic Maurice et Patapon.
En 2005, saca su primer largometraje 'La vie de Michel Muller est plus belle que la vôtre'. Ese año también hizo un programa titulado 'Et maintenant, qu'est-ce qu'on regarde?' difundido por TPS Star.
Ha encarnado desde el 15 de enero de 2007 a Pierre Hénaut, médico general y  alcalde de una comunidad rural, que decide presentarse a las elecciones presidenciales de 2007.
Hénaut Président es una serie de humor corrosivo, escrita en colaboración con otros tres guionistas, David Elkaim, Vicent Poymiro, y Antoine Benguigui. Fue difundida hasta las elecciones presidenciales de 2007, con periodistas que hicieron sus propios papeles en esa ficción de reality show. Esta ficción de 4 o 5 minutos difundida por Paris Première ha sido remarcada por todos los medios de comunicación por su calidad y fineza.
Michel Muller es también productor y realizador de publicidad.

## Filmografía
- 1998: Train de vie de Radu Mihaileanu.
- 1998: Cuisine américaine de Jean-Yves Pitoun.
- 1998: La Voie est libre de Stéphane Clavier.
- 1998: Astérix y Obélix contra César de Claude Zidi.
- 1999: Taxi 2 de Gérard Krawczyk.
- 1999: Recto/Verso de Jean-Marc Longval (con Smaïn).
- 1999: Comme un poisson hors de l'eau de Hervé Hadmar.
- 2000: Promenons -Nous dans les Bois de Lionel Delplanque
- 2001: Wasabi de Gérard Krawczyk.
- 2002: Fanfan la Tulipe de Gérard Krawczyk.
- 2003: Mauvais esprit de Patrick Alessandrin.
- 2003: Los Dalton de Philippe Haim.
- 2004: La vie est à nous ! de Gérard Krawczyk.
- 2004: C'est pas moi, c'est l'autre de Alain Zaloum.
- 2005: La Vie de Michel Muller est plus belle que la vôtre de Michel Muller.
- 2006: Le Guide de la petite vengeance de Jean-François Pouliot.
- 2008: Leur morale... et la nôtre de Florence Quentin.

Televisión
- 2010: En chantier, monsieur Tanner de Stefan Liberski.

## Traducción
Esta entrada es una traducción de Michel_Muller (versión:http://fr.wikipedia.org/wiki/Michel_Muller)
- Datos: Q79152
- Multimedia: Michel Muller / Q79152